# Busto de Juan Rodríguez Muñiz

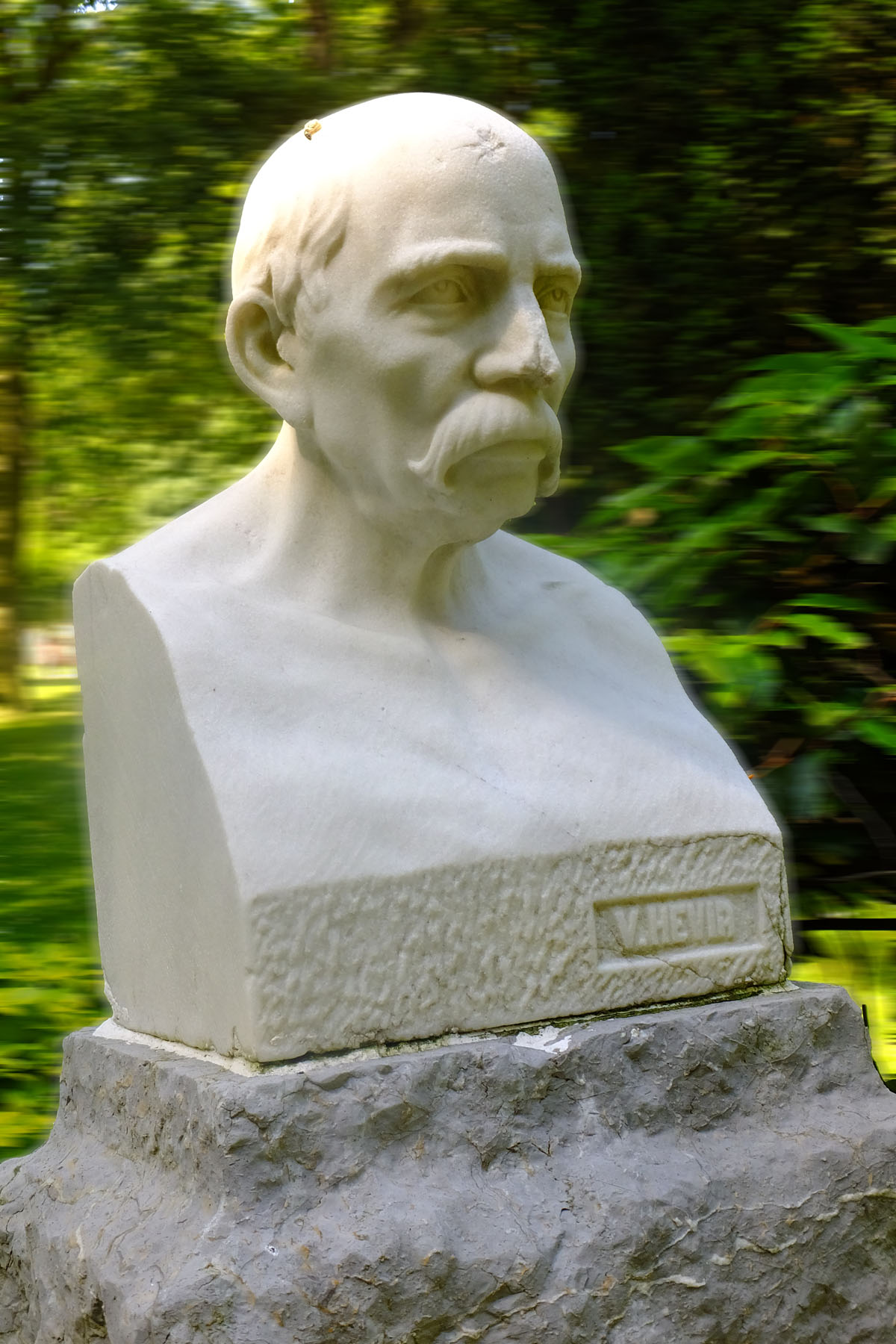
Busto de Juan Rodríguez Muñiz.

El busto a Juan Rodríguez Muñiz, ubicado en el Campo de San Francisco, en la ciudad de Oviedo, Principado de Asturias, España, es una de las más de un centenar de esculturas urbanas que adornan las calles de la mencionada ciudad española.
El paisaje urbano de esta ciudad se ve adornado por obras escultóricas, generalmente monumentos conmemorativos dedicados a personajes de especial relevancia en un primer momento, y más puramente artísticas desde finales del siglo XX.
La escultura, hecha en mármol, es obra de Víctor Hevia Granda, y está datada en 1927. Se trata de un busto, costeado por un grupo de alumnos de Juan Rodríguez Muñiz (pedagogo natural del concejo o municipio asturiano de Allande, que estudió Magisterio y ejerció luego en Oviedo durante cerca de 50 años) en 1927. La obra trata de rendir  homenaje a todos los maestros particulares que han ayudado a engrandecer las miras y los conocimientos de tantos alumnos a lo largo del tiempo. Víctor Hevia esculpió esta figura sin remuneración, ya que también él había sido discípulo del homenajeado., como también lo fueron  el escritor Ramón Pérez de Ayala o el alcalde de Oviedo José María Fernández Ladreda, quien además fue uno de los promotores del monumento.
El busto original fue objeto de actos de vandalismo que hicieron imposible su restauración, razón por la cual fue sustituido por una réplica en mármol del país, colocándose sobre la peana en un acto que tuvo lugar el 3 de abril de 1987. La réplica se hizo sobre un boceto de Mauro Álvarez, que también hizo el remate, pese a que la escultura fue realizada por Andrés Rodríguez Cuesta en un taller de Bonielles.
En el julio de 1988 el busto desapareció, aunque fue encontrado poco después en la calle, por lo que se pasó colocarlo nuevamente en su ubicación habitual.